# Nephodia obeliscata
Nephodia obeliscata är en fjärilsart som beskrevs av W. Warren 1909. Nephodia obeliscata ingår i släktet Nephodia och familjen mätare. Inga underarter finns listade i Catalogue of Life.